# 哈雷门站
哈雷门站（德語：Hallesches Tor）是德国柏林地铁的一个车站，位于腓特烈斯海因-克罗伊茨贝格區，途经的线路有柏林地铁1号线、3号线和6号线。
车站名称来自城门哈雷门（因通往哈雷的道路穿门而过而得名）。